# Estádio Municipal Doutor Octávio da Silva Bastos
O Estádio Municipal Doutor Octávio da Silva Bastos ou CIC é um estádio de futebol localizado na cidade de São João da Boa Vista, no estado de São Paulo, pertence à prefeitura municipal e tem capacidade para 11.294 pessoas. Foi inaugurado em 12 de abril de 1981 com um jogo amistoso entre o Palmeiras FC contra o Ginásio Pinhalense, no qual o Palmeiras venceu por 2 a 1.